# 麥金塔事業單位
麥金塔事業單位(Macintosh Business Unit、非正式名稱Mac BU或MacBU)是一個為麥金塔（Macintosh或稱Mac）平台生產軟體的微軟營運單位，於1997年1月7日組成。Mac BU現時雇用超過180名員工，處於微軟的娛樂與裝置部門之間，是蘋果公司外最大的麥金塔軟體開發商之一。

## 軟體
Mac BU現時開發麥金塔版的Microsoft Office、Microsoft Messenger與Remote Desktop Client，其他曾由Mac BU開發(但已不再維持)的軟體包括Internet Explorer（2003年終止開發）、Virtual PC與MSN for Mac OS X browser（於2005年5月31日取消）。

## 歷史
在Mac BU成立前微軟曾開發麥金塔軟體，事實上微軟曾於1984年發表麥金塔平台的Word 1.0。但由於1990年代Windows的興起及優勢令人擔憂微軟會停止開發麥金塔版的重要產品，特別是Microsoft Office，因此Mac BU於1997年創立，並由微軟承諾會持續開發及支援五年
麥金塔軟體，該承諾最近在2006年1月10日的Macworld Conference & Expo上更新。

## 瑣事
- 該單位並不是微軟唯一的麥金塔軟體開發者，其他軟體如Windows Media Player for Mac由其他微軟團隊開發。
- 到最近為止Mac BU的測試實驗室擁有所有主要配置的麥金塔電腦[6]

## 外部連結
- Mactopia （页面存档备份，存于） – 微軟的麥金塔軟體發表網站(某些並非由Mac BU開發)
- A Look at Microsoft's Macintosh Business Unit （页面存档备份，存于） – 一個由Jim Dalrymple為2001年9月24日的MacCentral所寫的MacBU簡介
- Virtual Tour of the Mac BU （页面存档备份，存于） – 由Mac BU雇員David Weiss在2006年4月19日發表，位於微軟的Mac BU的照片
- Mac Mojo - The office for Mac team blog （页面存档备份，存于） – MacBu團隊網誌